# غران فيا (محطة مترو أنفاق مدريد)
غران فيا (بالإسبانية: Gran Vía)‏ هي محطة مترو أنفاق في مدريد في إسبانيا، تقع على الخط رقم 1,5.